# Sân bay Nakhichevan
Sân bay Nakhichevan (IATA: NAJ, ICAO: UBBN) là một sân bay ở Nakhichevan, Azerbaijan. Sân bay này có 2 đường cất hạ cánh dài 3300 m có mặt bê tông và 3300 m có mặt asphalt.

## Các hãng hàng không và các tuyến điểm
- Azerbaijan Airlines (Baku)
- Samara Airlines (Moscow-Domodedovo)
- UTair Aviation (Moscow-Vnukovo)